# Морское офицерское собрание (Кронштадт)
Морское офицерское собрание (также 3-й офицерский флигель, Дом офицеров флота, Театр Балтийского флота) — историческое здание в Кронштадте. Построено изначально для проживания офицеров кронштадтского Адмиралтейства в 1785—1788 гг., перестроено для офицерского собрания в 1856—1858 гг. Объект культурного наследия федерального значения. Адрес: Советская улица, дом 43.

## История
После решения о переводе Адмиралтейства в Кронштадт адмиралом С. К. Грейгом составлен проект размещения офицерских и служительских флигелей вдоль всего Адмиралтейства с северной его стороны. Было запланировано строительство 12 офицерских флигелей, выходивших парадными фасадами на Екатерининскую и Большую Екатерининскую улицы. Здание было построено в 1785—1788 гг. по проекту архитектора М. Н. Ветошникова как 3-й офицерский флигель.
При перестройке комплекса флигелей в середине XIX века третий офицерский флигель был перестроен в 1856—1858 гг. существенно сильнее прочих и расширен для размещения Морского офицерского собрания и Морской библиотеки по проекту архитектора Р. И. Кузьмина. В 1863—1864 гг. добавлена пристройка со стороны двора. Новое помещение Морского собрания окончено и освящено 20 ноября 1858 г.
После Октябрьской революции собрание было преобразовано в Дом офицеров флота. Он просуществовал до 2011 года, когда был закрыт. Здание было в 2012 году передано театру Балтийского флота, который был организован в этом же здании в 1930 году, но после возвращения в Кронштадт в 1992 году не имел постоянного помещения.

## Архитектура
Изначально здание было однотипным с первым-четвёртым офицерскими флигелями, двухэтажным, в 15 осей по главному фасаду. При перестройке был добавлен третий этаж, а также двухэтажные пристройки в пять осей. Фасад был декорирован. Добавилась богатая отделка интерьеров, в частности, созданы двусветный танцевальный зал с хорами и парадная лестница. В интерьерах также сохраняются полихромные изразцовые печи.